# Challenger de Tigre 2023
Il Challenger de Tigre 2023 è stato un torneo maschile di tennis professionistico. È stata la 3ª edizione del torneo, facente parte della categoria Challenger 50 nell'ambito dell'ATP Challenger Tour 2023, con un montepremi di 40 000 $. Si è svolto dal 2 all'8 gennaio 2023 sui campi in terra rossa dell'Hacoaj Nautical Club di Tigre, in Argentina.

## Partecipanti

### Teste di serie
| Nazionalità | Giocatore             | Ranking* | Testa di serie |
| ----------- | --------------------- | -------- | -------------- |
| Argentina   | Juan Manuel Cerúndolo | 151      | 1              |
| Argentina   | Andrea Collarini      | 246      | 2              |
| Argentina   | Juan Bautista Torres  | 253      | 3              |
| Argentina   | Hernán Casanova       | 257      | 4              |
| Italia      | Alessandro Giannessi  | 262      | 5              |
| Spagna      | Oriol Roca Batalla    | 268      | 6              |
| Argentina   | Francisco Comesaña    | 271      | 7              |
| Argentina   | Juan Ignacio Londero  | 276      | 8              |

* Ranking al 26 dicembre 2022.

### Altri partecipanti
I seguenti giocatori hanno ricevuto una wild card per il tabellone principale:
- Luciano Emanuel Ambrogi
- Guido Andreozzi
- Lautaro Midón

I seguenti giocatori sono passati dalle qualificazioni:
- Valerio Aboian
- Alex Barrena
- Juan Pablo Paz
- Thiago Seyboth Wild
- Carlos Sánchez Jover
- Matías Franco Descotte

## Punti e montepremi
| Torneo    | Torneo              | V     | F     | SF    | QF    | 2T  | 1T  | Q | Q2  | Q1  |
| Singolare | Punti               | 50    | 30    | 17    | 9     | 4   | 0   | 3 | 1   | 0   |
| Singolare | Premi in denaro ($) | 5 500 | 3 260 | 1 900 | 1 120 | 660 | 395 | – | 215 | 125 |
| Doppio    | Punti               | 50    | 30    | 17    | 9     | –   | 0   | – | –   | –   |
| Doppio    | Premi in denaro ($) | 2 130 | 1 250 | 745   | 435   | –   | 245 | – | –   | –   |

## Campioni

### Singolare
Juan Manuel Cerúndolo ha sconfitto in finale  Murkel Dellien con il punteggio di 4–6, 6–4, 6–2.

### Doppio
Guido Andreozzi /  Ignacio Carou hanno sconfitto in finale  Leonardo Aboian /  Ignacio Monzón con il punteggio di 5–7, 6–4, [10–5].